# 13315 Hilana
A 13315 Hilana (ideiglenes jelöléssel 1998 RX71) a Naprendszer kisbolygóövében található aszteroida. A LINEAR projekt keretében fedezték fel 1998. szeptember 14-én.